# Sztalaktitboltozat

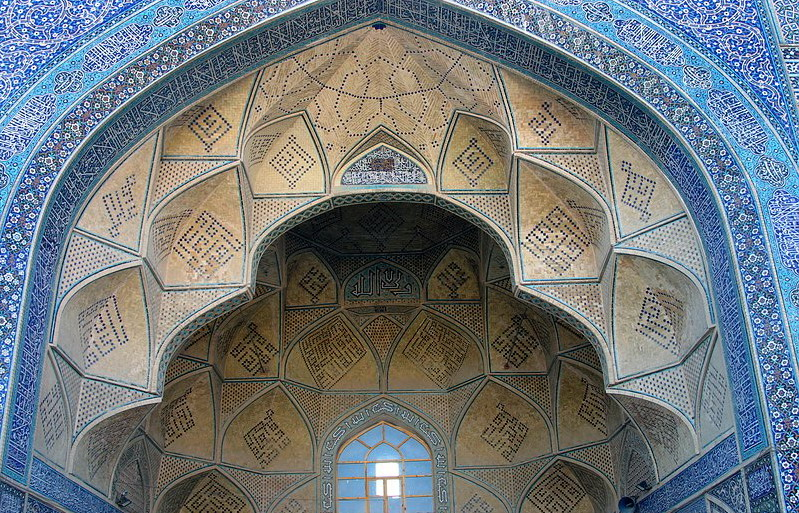
Cseppkőboltozat az iszfaháni nagymecset egyik ívánján

A cseppkőboltozat vagy sztalaktitboltozat az iszlám építészetben használatos boltozatforma. Négyzetes tér és kupola közötti átmenetet biztosít, a kupola súlyát vezeti le. Sajátságos, sejtszerű kialakítású cellákból áll, a cellákat alkotó ék alakú sztalaktitokat felfelé sorakozva konzolosan kiemelkedve falazzák. A sztalaktitboltozat kialakításához hasonló mintákat alkalmaznak oszlopfőkön és párkányokon is, ekkor sztalaktitdíszítményről beszélünk.
Magyarországon például Pécsett, Gázi Kászim pasa dzsámijában és Székesfehérvárott, Güzeldzse Rüsztem pasa fürdőjének maradványainál lehet könnyen megfigyelni.

## Külső hivatkozások
- Kepszotar.hu